# هنری اچ. چمبرز
هنری اچ. چمبرز (به انگلیسی: Henry H. Chambers) سناتور سابق عضو حزب دموکرات ایالات متحده آمریکا بود. وی در سال ۱۸۲۵ تا ۱۸۲۶ میلادی سناتور ایالت آلاباما در سنای ایالات متحده آمریکا بود.